# شمواة البيرينيه
شمواة البيرينيه أو فَدَر البيرينيه (الاسم العلمي: Rupicapra pyrenaica)، نوع من الفادر المنتمي إلى الوعليات، يعيش في جبال البرانس وجبال كانتابريان (سلسلة جبال في إسبانيا) وجبال الأبينيني.